# Interstate 65
Die Interstate 65 (Abkürzung I-65) ist Teil des Interstate-Highway-Netzes in den Vereinigten Staaten. Er beginnt am Interstate 10 bei Mobile in Alabama und endet an den U.S. Highways 12 und 20 in Gary nahe Chicago.

## Längen
| Meilen | km    | Staat     |  |
|        |       |           |  |
| 367    | 595   | Alabama   |  |
| 121,71 | 196   | Tennessee |  |
| 137,32 | 222   | Kentucky  |  |
| 261,27 | 423   | Indiana   |  |
|        |       |           |  |
| 887,3  | 1,436 | Total     |  |

## Zubringer und Umgehungen
- Interstate 165 bei Mobile
- Interstate 265 bei Louisville
- Interstate 465 bei Indianapolis

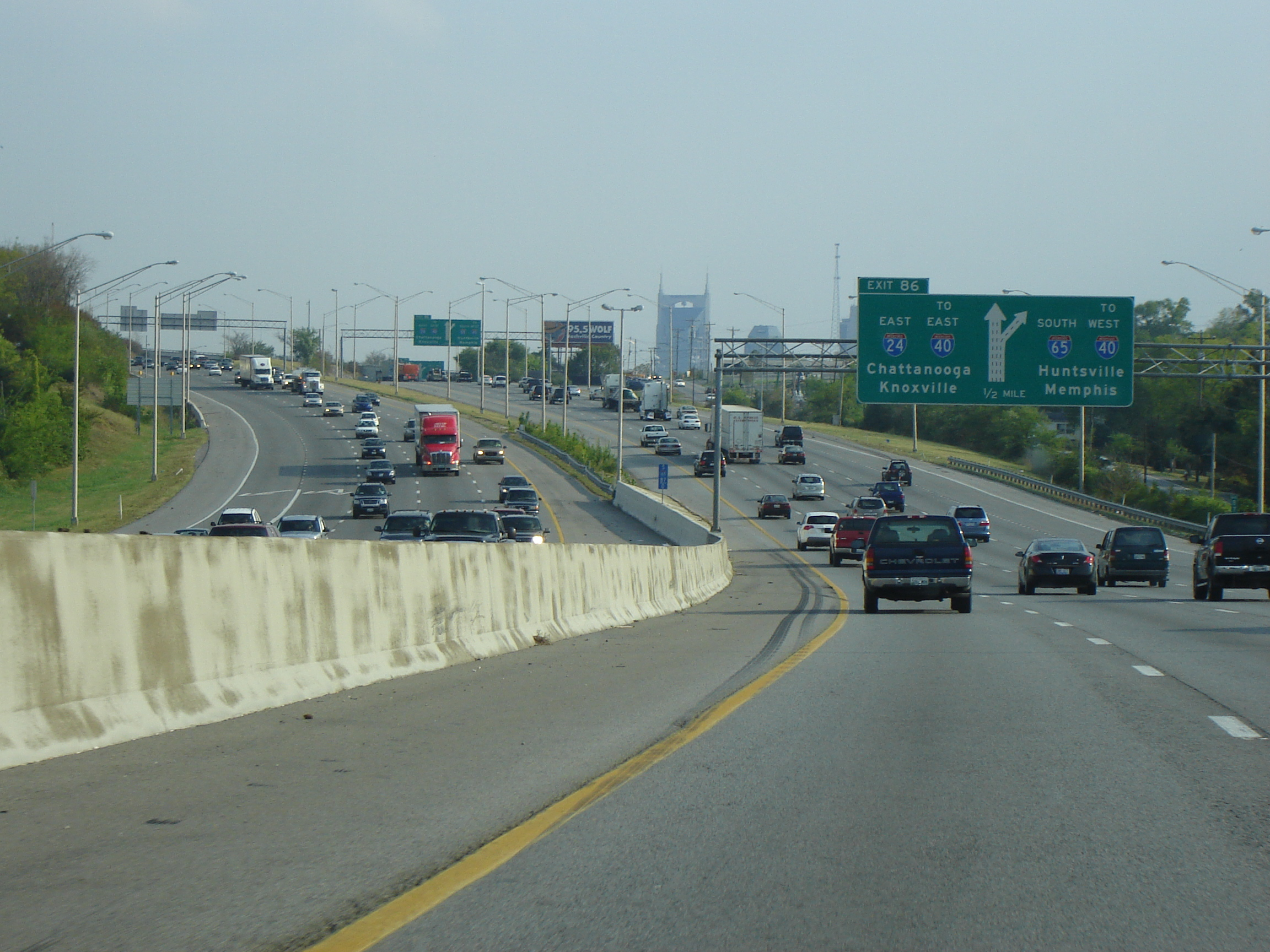
I-65 Richtung Süden in Nashville

- Interstate 565 zwischen Decatur und Huntsville
- Interstate 865 bei Indianapolis